# Copa dos Campeões Europeus da FIBA de 1958
A Temporada da Copa dos Campeões Europeus 1958 foi a edição inaugural da Copa dos Campeões Europeus que mais tarde veio a se chamar Euroliga. Nesta edição o campeão foi o ASK RIGA da ex-URSS que venceu o Akademik de Sofia da Bulgária nos dois jogos. Anteriormente, eles não precisaram jogar as semifinais contra o Real Madrid, pois a equipe merengue havia sido impedida pelo governo franquista de embarcar para a soviética Riga. A primeira partida da recém inaugurada competição foi disputada em 22 de Fevereiro de 1958 em Bruxelas pelo campeão belga IV SC Anderlechtois vencendo o campeão luxemburguês BBC Etzella por  82–43. Os maiores responsáveis pelo primeiro título do ASK Riga foram o pivô Jānis Krūmiņš e o lendário treinador Alexander Gomelsky.

## Fase Preliminar

### Grupo A (Nordeste da Europa)
.
| Equipe 1  | Total   | Equipe 2            | 1.º jogo | 2.º jogo |
| --------- | ------- | ------------------- | -------- | -------- |
| ASK Riga  | 176–112 | Wissenschaft Berlin | 85–56    | 91–56    |
| Pantterit | 131–133 | Legia Warsaw        | 64–62    | 67–71    |

### Group B (Europa Central)

#### Fase Preliminar
| Equipe 1          | Total  | Equipe 2             | 1.º jogo | 2.º jogo |
| ----------------- | ------ | -------------------- | -------- | -------- |
| Jonction          | 54–84* | Slovan Orbis Prague  | 54–84    |          |
| Union Babenberg   | 98–191 | Honvéd               | 55–83    | 43-108   |
| Simmenthal Milano | 205–89 | The Wolves Amsterdam | 115–47   | 90-42    |

*Série decidida em apenas um jogo disputado na Suíça.

#### Torneio Qualificatório
Os vencedores dos três pares no Grupo B jogado um contra o outro, em um torneio realizado em Milão, a fim de determinar os dois clubes que iriam progredir para as quartas de finais.
| Equipe 1            | Resultado | Equipe 2            |
| ------------------- | --------- | ------------------- |
| Simmenthal Milano   | 65 – 47   | Slovan Orbis Prague |
| Slovan Orbis Prague | 52–61     | Honvéd              |
| Simmenthal Milano   | 80–72     | Honvéd              |

|  | Classificado para as Quartas de Finais |
|  | Eliminado                              |

| Clube               | J | V | D | PF  | PC  | Dif |
| ------------------- | - | - | - | --- | --- | --- |
| Simmenthal Milano   | 2 | 2 | 0 | 145 | 119 | +26 |
| Honvéd              | 2 | 1 | 1 | 133 | 132 | 1   |
| Slovan Orbis Prague | 2 | 0 | 2 | 99  | 126 | -27 |

### Grupo C (Sudeste da Europa)

#### Primeira Fase
| Equipe 1               | Total | Equipe 2     | 1.º jogo | 2.º jogo |
| ---------------------- | ----- | ------------ | -------- | -------- |
| Jeunesse Sportivo Alep | –*    | Union Beirut | –        | –        |

*Union Beirut desistiu

#### Segunda Fase
| Equipe 1    | Total   | Equipe 2               | 1.º jogo | 2.º jogo |
| ----------- | ------- | ---------------------- | -------- | -------- |
| Panellinios | 132–138 | Steaua Bucureşti       | 60–63    | 72–75    |
| Fenerbahçe  | 112–160 | AŠK Olimpija           | 67–74    | 45–86    |
| Akademik    | 157–101 | Jeunesse Sportivo Alep | 84–58    | 73–43    |

#### Fase Final
| Equipe 1         | Total   | Equipe 2         | 1.º jogo | 2.º jogo |
| ---------------- | ------- | ---------------- | -------- | -------- |
| Akademik         | 161–144 | AŠK Olimpija     | 81–80    | 80–64    |
| Steaua Bucureşti | 147–126 | Maccabi Tel Aviv | 84–65    | 63–61    |

### Grupo D (Sudeste da Europa)

#### Fase Preliminar
| Equipe 1 | Total  | Equipe 2           | 1.º jogo | 2.º jogo |
| -------- | ------ | ------------------ | -------- | -------- |
| Royal IV | 145–79 | Etzella Ettelbruck | 82–43    | 63–36    |

#### Fase Final
| Equipe 1    | Total   | Equipe 2    | 1.º jogo | 2.º jogo |
| ----------- | ------- | ----------- | -------- | -------- |
| Royal IV    | 174–127 | ASVEL       | 81–51    | 93–76    |
| Barreirense | 90–154  | Real Madrid | 51–68    | 40–86    |

## Quartas de Finais
| Equipe 1          | Total   | Equipe 2     | 1.º jogo | 2.º jogo |
| ----------------- | ------- | ------------ | -------- | -------- |
| Steaua Bucureşti  | 142–150 | Akademik     | 64–73    | 78–77    |
| Simmenthal Milano | 165–167 | Honvéd       | 80–72*   | 85–95    |
| Real Madrid       | 121–116 | Royal IV     | 78–59    | 43–57    |
| ASK Riga          | 154–122 | Legia Warsaw | 93–59    | 61–63    |

*O resultado do jogo entre os dois clubes na fase anterior foi utilizado como jogo de ida nesta fase.

## Semifinais
| Equipe 1 | Total   | Equipe 2    | 1.º jogo | 2.º jogo |
| -------- | ------- | ----------- | -------- | -------- |
| Honvéd   | 151–165 | Akademik    | 87–89    | 64–76    |
| ASK Riga | -*      | Real Madrid |          |          |

*Real Madrid desistiu após ser impedido de embarcar para a União Soviética.

## Finais
| Equipe 1 | Total   | Equipe 2 | 1.º jogo | 2.º jogo |
| -------- | ------- | -------- | -------- | -------- |
| ASK Riga | 170–152 | Akademik | 86–81    | 84–71    |

| Copa dos Campeões Europeus 1958 Campeões |
| ---------------------------------------- |
| ASK Riga 1º Título                       |